# 柳叶剑蕨
柳叶剑蕨（学名：Loxogramme salicifolia）为剑蕨科剑蕨属下的一个种。

## 扩展阅读
- 維基物種上的相關：柳叶剑蕨